# La Maline
La Maline est un poème d'Arthur Rimbaud écrit en 1870.
Le manuscrit autographe, daté : « Charleroi octobre 1870 », est conservé à la British Library. Il fait partie des poèmes remis à Paul Demeny et donc de ce qui est appelé le Cahier de Douai. 
La Maline a été publié pour la première fois dans Reliquaire, poésies, L. Genonceaux, 1891.